# James Hargest
James Hargest CBE, DSO & 2 bars, MC, ED, MP, novozelandski general, * 1891, † 1944.